# 3. HVL 2018.
Treća hrvatska vaterpolska liga predstavlja četvrti rang hrvatskog vaterpolskog prvenstva u sezoni 2018. Ukupni prvak lige je "Zale" iz Igrana.

## Ljestvice i rezultati

### Rijeka
Prvak "Crikvenica"
| Ljestvica | Ljestvica            | Ljestvica | Ljestvica | Ljestvica | Ljestvica | Ljestvica | Ljestvica | Ljestvica |
| mj        | klub                 | ut        | pob       | ner       | por       | gol+      | gol-      | bod       |
| --------- | -------------------- | --------- | --------- | --------- | --------- | --------- | --------- | --------- |
| 1.        | Crikvenica           | 6         | 4         | 0         | 2         | 71        | 49        | 12        |
| 2.        | Delfin Rovinj        | 6         | 4         | 0         | 2         | 73        | 62        | 12        |
| 3.        | Lošinj (Mali Lošinj) | 6         | 4         | 0         | 2         | 85        | 71        | 12        |
| 4.        | Palada Njivice       | 6         | 0         | 0         | 6         | 55        | 102       | 0         |

| Rezultatska križaljka | Rezultatska križaljka | Rezultatska križaljka | Rezultatska križaljka | Rezultatska križaljka | Rezultatska križaljka |
| kratica | klub                  | CRI                   | DEL                   | LOŠ                   | PAL                   |
| --- | --------------------- | --------------------- | --------------------- | --------------------- | --------------------- |
| CRI | Crikvenica            |                       | 13:5                  | 14:9                  | 10:8                  |
| DEL | Delfin Rovinj         | 11:6                  |                       | 12:13                 | 16:11                 |
| LOŠ | Lošinj (Mali Lošinj)  | 11:8                  | 11:14                 |                       | 21:11                 |
| PAL | Palada Njivice        | 5:20                  |                       | 12:20                 |                       |
| |                       |                       |                       |                       |                       |
| podebljan rezultat – igrano od 1. do 3. kola (1. utakmica između klubova) rezultat normalne debljine – igrano od 4. do 6. kola (2. utakmica između klubova) |                       |                       |                       |                       |                       |

### Slavonija
Prvak "Mursa" iz Osijeka
| Ljestvica | Ljestvica               | Ljestvica | Ljestvica | Ljestvica | Ljestvica | Ljestvica | Ljestvica | Ljestvica |
| mj        | klub                    | ut        | pob       | ner       | por       | gol+      | gol-      | bod       |
| --------- | ----------------------- | --------- | --------- | --------- | --------- | --------- | --------- | --------- |
| 1.        | Mursa Osijek            | 8         | 8         | 0         | 0         | 157       | 48        | 24        |
| 2.        | Osijek                  | 7         | 5         | 0         | 2         | 103       | 73        | 515       |
| 3.        | Marsonia Slavonski Brod | 7         | 3         | 0         | 4         | 95        | 115       | 9         |
| 4.        | Đakovo                  | 8         | 2         | 0         | 6         | 56        | 139       | 6         |
| 5.        | Vukovar                 | 8         | 1         | 0         | 7         | 106       | 142       | 3         |

| Rezultatska križaljka | Rezultatska križaljka   | Rezultatska križaljka | Rezultatska križaljka | Rezultatska križaljka | Rezultatska križaljka | Rezultatska križaljka |
| kratica | klub                    | ĐAK                   | MAR                   | MUR                   | OSI                   | VUK                   |
| --- | ----------------------- | --------------------- | --------------------- | --------------------- | --------------------- | --------------------- |
| ĐAK | Đakovo                  |                       |                       | 6:31                  | 3:10                  | 5:26                  |
| MAR | Marsonia Slavonski Brod | 17:9, 10:13           |                       | 7:23                  | n.i.                  | 30:13                 |
| MUR | Mursa Osijek            | 14:1                  | 20:6                  |                       | 13:5                  | 19:2                  |
| OSI | Osijek                  | 16:2                  | 27:13                 | 9:14                  |                       | 19:12                 |
| VUK | Vukovar                 | 15:17                 | 10:12                 | 12:23                 | 16:17                 |                       |
| |                         |                       |                       |                       |                       |                       |
| podebljan rezultat – igrano od 1. do 5. kola (1. utakmica između klubova) rezultat normalne debljine – igrano od 6. do 10. kola (2. utakmica između klubova) |                         |                       |                       |                       |                       |                       |

### Split
Prvak "Zale" iz Igrana.
| Ljestvica | Ljestvica          | Ljestvica | Ljestvica | Ljestvica | Ljestvica | Ljestvica | Ljestvica | Ljestvica |
| mj        | klub               | ut        | pob       | ner       | por       | gol+      | gol-      | bod       |
| --------- | ------------------ | --------- | --------- | --------- | --------- | --------- | --------- | --------- |
| 1.        | Zale Igrane        | 10        | 7         | 3         | 0         | 109       | 71        | 24        |
| 2.        | Podgora            | 10        | 7         | 1         | 2         | 117       | 94        | 22        |
| 3.        | Zvončac Split      | 10        | 6         | 2         | 2         | 124       | 113       | 20        |
| 4.        | Stari Mornar Split | 10        | 3         | 2         | 5         | 110       | 97        | 11        |
| 5.        | Korenat Dugi Rat   | 10        | 3         | 0         | 7         | 93        | 126       | 9         |
| 6.        | Podstrana          | 10        | 0         | 0         | 10        | 94        | 146       | 0         |

| Rezultatska križaljka | Rezultatska križaljka | Rezultatska križaljka | Rezultatska križaljka | Rezultatska križaljka | Rezultatska križaljka | Rezultatska križaljka | Rezultatska križaljka |
| kratica | klub                  | KOR                   | PODG                  | PODS                  | STM                   | ZALE                  | ZVO                   |
| --- | --------------------- | --------------------- | --------------------- | --------------------- | --------------------- | --------------------- | --------------------- |
| KOR | Korenat Dugi Rat      |                       | 8:16                  | 15:14                 | 7:14                  | 9:17                  | 10:11                 |
| PODG | Podgora               | 12:5                  |                       | 16:13                 | 13:9                  | 5:8                   | 12:7                  |
| PODS | Podstrana             | 9:12                  | 10:12                 |                       | 7:15                  | 5:16                  | 13:16                 |
| STM | Stari Mornar Split    | 8:9                   | 12:13                 | 15:9                  |                       | 6:6                   | 11:12                 |
| ZALE | Zale Igrane           | 9:6                   | 11:7                  | 10:6                  | 8:8                   |                       | 10:10                 |
| ZVO | Zvončac Split         | 16:12                 | 11:11                 | 19:8                  | 13:12                 | 9:14                  |                       |
| |                       |                       |                       |                       |                       |                       |                       |
| podebljan rezultat – igrano od 1. do 5. kola (1. utakmica između klubova) rezultat normalne debljine – igrano od 6. do 10. kola (2. utakmica između klubova) |                       |                       |                       |                       |                       |                       |                       |

### Šibenik
Prvak "Gusar" iz Svetog Filipa i Jakova.
| Sudionici - Albamaris Biograd na Moru - Gusar Sveti Filip i Jakov - Tisno - Vodice Izvori: sibenskiportal.rtl.hr                                            | \| Rezultatska križaljka \| Rezultatska križaljka \| Rezultatska križaljka \| Rezultatska križaljka \| Rezultatska križaljka \| Rezultatska križaljka \| \| kratica \| klub \| ALB \| GUS \| TIS \| VOD \| \| ----------------------------------------------------------------------------------------------------------------------------------------------------------- \| ------------------------- \| --------------------- \| --------------------- \| --------------------- \| --------------------- \| \| ALB \| Albamaris Biograd na Moru \| \| \| \| 12:16 \| \| GUS \| Gusar Sveti Filip i Jakov \| \| \| \| \| \| TIS \| Tisno \| \| \| \| \| \| VOD \| Vodice \| \| 13:10 \| 15:7 \| \| \| \| \| \| \| \| \| \| podebljan rezultat – igrano od 1. do 3. kola (1. utakmica između klubova) rezultat normalne debljine – igrano od 4. do 6. kola (2. utakmica između klubova) \| \| \| \| \| \| Izvori: |     |       |      |       |
| Rezultatska križaljka | |     |       |      |       |
| kratica | klub | ALB | GUS   | TIS  | VOD   |
| ALB | Albamaris Biograd na Moru |     |       |      | 12:16 |
| GUS | Gusar Sveti Filip i Jakov |     |       |      |       |
| TIS | Tisno |     |       |      |       |
| VOD | Vodice |     | 13:10 | 15:7 |       |
| | |     |       |      |       |
| podebljan rezultat – igrano od 1. do 3. kola (1. utakmica između klubova) rezultat normalne debljine – igrano od 4. do 6. kola (2. utakmica između klubova) | |     |       |      |       |

### Za prvaka lige
| par                                     | rezultati     | napomene, izvori                                   |
| poluzavršnica                           | poluzavršnica | poluzavršnica                                      |
| --------------------------------------- | ------------- | -------------------------------------------------- |
|                                         |               |                                                    |
|                                         |               |                                                    |
|                                         |               |                                                    |
| za prvaka                               |               |                                                    |
| Zale Igrane – Gusar Sveti Filip i Jakov | _:_, 9:8      | "Zale" je prvu utakmicu pobijedio s 3 gola razlike |

## Unutrašnje poveznice
- Treća hrvatska vaterpolska liga
- Prvenstvo Hrvatske 2018.
- 1. B HVL 2018.

## Vanjske poveznice
- hvs.hr  Arhivirana inačica izvorne stranice od 18. studenoga 2018. (Wayback Machine)